# Guido Rodríguez
Guido Rodríguez (Sáenz Peña, 12 april 1994) is een Argentijns voetballer die doorgaans speelt als middenvelder. In augustus 2024 verruilde hij Real Betis voor West Ham United. Rodríguez maakte in 2017 zijn debuut in het Argentijns voetbalelftal, waarmee hij in 2022 wereldkampioen werd.

## Clubcarrière
Rodríguez speelde in de jeugdopleiding van River Plate en maakte bij die club ook zijn debuut. Op 13 oktober 2014 speelde hij voor het eerst mee in het eerste elftal, toen door een doelpunt van Ramiro Funes Mori met 0–1 gewonnen werd van Newell's Old Boys. Rodríguez begon op de bank en van coach Marcelo Gallardo mocht hij na tweeënzeventig minuten invallen voor Leonardo Pisculichi. In januari 2016 werd de Argentijn voor een halfjaar op huurbasis gestald bij Defensa y Justicia. Na deze periode nam Club Tijuana de middenvelder over voor circa 1,75 miljoen euro. Bij die club zou Rodríguez maar één jaar spelen, want medio 2017 nam Club América hem over voor circa 6,3 miljoen euro. Hier werd hij herenigd met Miguel Herrera, die ook bij Club Tijuana zijn coach was.
In januari 2020 maakte Rodríguez voor een bedrag van circa vier miljoen euro de overstap naar Real Betis, waar hij zijn handtekening zette onder een verbintenis voor de duur van vierenhalf jaar. Gedurende deze vierenhalf jaar had hij overwegend een basisplaats, waarna hij transfervrij vertrok. Rodríguez tekende hierop een contract bij West Ham United.

## Clubstatistieken
| Seizoen | Club                 | Competitie       | Competitie | Competitie | Beker | Beker | Internationaal | Internationaal | Totaal | Totaal |
| Seizoen | Club                 | Competitie       | Wed.       | Dlp.       | Wed.  | Dlp.  | Wed.           | Dlp.           | Wed.   | Dlp.   |
| ------- | -------------------- | ---------------- | ---------- | ---------- | ----- | ----- | -------------- | -------------- | ------ | ------ |
| 2014    | River Plate          | Primera División | 7          | 0          | 1     | 0     | 0              | 0              | 8      | 0      |
| 2015    | River Plate          | Primera División | 9          | 1          | 1     | 0     | 1              | 0              | 11     | 1      |
| 2016    | → Defensa y Justicia | Primera División | 15         | 0          | 1     | 0     | —              | —              | 16     | 0      |
| 2016/17 | Club Tijuana         | Liga MX          | 39         | 5          | 3     | 0     | —              | —              | 42     | 5      |
| 2017/18 | Club América         | Liga MX          | 37         | 1          | 7     | 0     | 4              | 0              | 48     | 1      |
| 2018/19 | Club América         | Liga MX          | 44         | 8          | 7     | 0     | —              | —              | 51     | 8      |
| 2019/20 | Club América         | Liga MX          | 22         | 3          | 0     | 0     | 2              | 0              | 24     | 3      |
| 2019/20 | Real Betis           | Primera División | 14         | 1          | 1     | 0     | —              | —              | 15     | 1      |
| 2020/21 | Real Betis           | Primera División | 35         | 1          | 3     | 1     | —              | —              | 38     | 2      |
| 2021/22 | Real Betis           | Primera División | 32         | 1          | 6     | 0     | 9              | 1              | 47     | 2      |
| 2022/23 | Real Betis           | Primera División | 34         | 1          | 3     | 0     | 7              | 1              | 44     | 2      |
| 2023/24 | Real Betis           | Primera División | 24         | 2          | 0     | 0     | 5              | 0              | 29     | 2      |
| 2024/25 | West Ham United      | Premier League   | 15         | 0          | 1     | 0     | —              | —              | 16     | 0      |
| Totaal  | Totaal               | Totaal           | 327        | 24         | 34    | 1     | 27             | 2              | 392    | 27     |

Bijgewerkt op 25 december 2024.

## Interlandcarrière
Rodríguez maakte op 9 juni 2017 zijn debuut in het Argentijns voetbalelftal, toen in een oefeninterland met 0–1 gewonnen werd van Brazilië door een doelpunt van Gabriel Mercado. Hij begon onder de debuterende bondscoach Jorge Sampaoli op de reservebank en mocht na negenenzestig minuten spelen invallen voor Paulo Dybala. De andere debutanten dit duel waren José Luis Gómez (Lanús), Joaquín Correa (Sevilla), Nicolás Tagliafico (Independiente) en Manuel Lanzini (West Ham United). Rodríguez werd daarna niet meer opgeroepen tot maart 2019, waarna hij na twee oefeninterland mee mocht naar de Copa América 2019. In juni 2021 werd Rodríguez door bondscoach Lionel Scaloni opgenomen in diens selectie voor de Copa América 2021. Op het toernooi scoorde hij op aangeven van Lionel Messi in de eerste groepswedstrijd tegen Uruguay, wat uiteindelijk het enige doelpunt bleek te zijn van de wedstrijd: 1–0. Argentinië haalde uiteindelijk de finale waarin met 0–1 gewonnen werd van Brazilië. Rodríguez speelde in alle wedstrijden mee. Zijn toenmalige clubgenoten Claudio Bravo (Chili) en Emerson Royal (Brazilië) waren ook actief op het toernooi.
In oktober 2022 werd Rodríguez door Scaloni opgenomen in de voorselectie van Argentinië voor het WK 2022. Hij werd drie weken later ook opgenomen in de definitieve selectie. Tijdens dit WK werd Argentinië wereldkampioen door Frankrijk in de finale te verslaan na strafschoppen. Eerder werd een groep met Saoedi-Arabië, Mexico en Polen overleefd en werden Australië, Nederland en Kroatië in de knock-outfase uitgeschakeld. Rodríguez speelde alleen tegen Mexico mee. Zijn toenmalige clubgenoten Youssouf Sabaly (Senegal), Germán Pezzella (eveneens Argentinië), Andrés Guardado (Mexico) en William Carvalho (Portugal) waren ook actief op het toernooi.
Scaloni ruimde in juni 2024 een plekje voor Rodríguez in bij zijn selectie voor de Copa América 2024. In de groepsfase werd gewonnen van Canada (2–0), Chili (0–1) en Peru (2–0), waardoor de knock-outfase bereikt werd. Hierin werden achtereenvolgens Ecuador (1–1, 4–2 na strafschoppen) en Canada (2–0) verslagen. In de finale werd gespeeld tegen Colombia en in de verlenging won Argentinië met 1–0. Rodríguez speelde alleen tegen Peru mee. Zijn toenmalige clubgenoten Germán Pezzella (eveneens Argentinië), Claudio Bravo (Chili) en Johnny Cardoso (Verenigde Staten) waren ook actief op het toernooi.
| Interlands van Guido Rodríguez voor Argentinië | Interlands van Guido Rodríguez voor Argentinië | Interlands van Guido Rodríguez voor Argentinië | Interlands van Guido Rodríguez voor Argentinië | Interlands van Guido Rodríguez voor Argentinië | Interlands van Guido Rodríguez voor Argentinië | Interlands van Guido Rodríguez voor Argentinië |
| №                                              | Datum                                          | Wedstrijd                                      | Uitslag                                        | Competitie                                     | Goals                                          |                                                |
| Als speler bij Club Tijuana                    | Als speler bij Club Tijuana                    | Als speler bij Club Tijuana                    | Als speler bij Club Tijuana                    | Als speler bij Club Tijuana                    | Als speler bij Club Tijuana                    | Als speler bij Club Tijuana                    |
| ---------------------------------------------- | ---------------------------------------------- | ---------------------------------------------- | ---------------------------------------------- | ---------------------------------------------- | ---------------------------------------------- | ---------------------------------------------- |
| 1                                              | 9 juni 2017                                    | Brazilië – Argentinië                          | 0 – 1                                          | Vriendschappelijk                              |                                                |                                                |
| Als speler bij Club América                    |                                                |                                                |                                                |                                                |                                                |                                                |
| 2                                              | 26 maart 2019                                  | Marokko – Argentinië                           | 0 – 1                                          | Vriendschappelijk                              |                                                |                                                |
| 3                                              | 8 juni 2019                                    | Argentinië – Honduras                          | 5 – 1                                          | Vriendschappelijk                              |                                                |                                                |
| 4                                              | 16 juni 2019                                   | Argentinië – Colombia                          | 0 – 2                                          | Copa América 2019                              |                                                |                                                |
| 5                                              | 6 september 2019                               | Chili – Argentinië                             | 0 – 0                                          | Vriendschappelijk                              |                                                |                                                |
| 6                                              | 9 oktober 2019                                 | Duitsland – Argentinië                         | 2 – 2                                          | Vriendschappelijk                              |                                                |                                                |
| 7                                              | 13 oktober 2019                                | Argentinië – Ecuador                           | 6 – 1                                          | Vriendschappelijk                              |                                                |                                                |
| 8                                              | 15 november 2019                               | Brazilië – Argentinië                          | 0 – 1                                          | Vriendschappelijk                              |                                                |                                                |
| 9                                              | 18 november 2019                               | Argentinië – Uruguay                           | 2 – 2                                          | Vriendschappelijk                              |                                                |                                                |
| Als speler bij Real Betis                      |                                                |                                                |                                                |                                                |                                                |                                                |
| 10                                             | 13 oktober 2020                                | Bolivia – Argentinië                           | 1 – 2                                          | WK 2022 kwalificatie                           |                                                |                                                |
| 11                                             | 18 juni 2021                                   | Argentinië – Uruguay                           | 1 – 0                                          | Copa América 2021                              | 13'                                            |                                                |
| 12                                             | 21 juni 2021                                   | Argentinië – Paraguay                          | 1 – 0                                          | Copa América 2021                              |                                                |                                                |
| 13                                             | 28 juni 2021                                   | Argentinië – Bolivia                           | 4 – 1                                          | Copa América 2021                              |                                                |                                                |
| 14                                             | 3 juli 2021                                    | Argentinië – Ecuador                           | 3 – 0                                          | Copa América 2021                              |                                                |                                                |
| 15                                             | 6 juli 2021                                    | Argentinië – Colombia                          | 1 – 1 (3 – 2 n.s.)                             | Copa América 2021                              |                                                |                                                |
| 16                                             | 11 juli 2021                                   | Brazilië – Argentinië                          | 0 – 1                                          | Copa América 2021                              |                                                |                                                |
| 17                                             | 2 september 2021                               | Venezuela – Argentinië                         | 1 – 3                                          | WK 2022 kwalificatie                           |                                                |                                                |
| 18                                             | 7 oktober 2021                                 | Paraguay – Argentinië                          | 0 – 0                                          | WK 2022 kwalificatie                           |                                                |                                                |
| 19                                             | 14 oktober 2021                                | Argentinië – Peru                              | 1 – 0                                          | WK 2022 kwalificatie                           |                                                |                                                |
| 20                                             | 12 november 2021                               | Uruguay – Argentinië                           | 0 – 1                                          | WK 2022 kwalificatie                           |                                                |                                                |
| 21                                             | 1 februari 2022                                | Argentinië – Colombia                          | 1 – 0                                          | WK 2022 kwalificatie                           |                                                |                                                |
| 22                                             | 25 maart 2022                                  | Argentinië – Venezuela                         | 3 – 0                                          | WK 2022 kwalificatie                           |                                                |                                                |
| 23                                             | 29 maart 2022                                  | Ecuador – Argentinië                           | 1 – 1                                          | WK 2022 kwalificatie                           |                                                |                                                |
| 24                                             | 1 juni 2022                                    | Italië – Argentinië                            | 0 – 3                                          | Vriendschappelijk                              |                                                |                                                |
| 25                                             | 27 september 2022                              | Jamaica – Argentinië                           | 0 – 3                                          | Vriendschappelijk                              |                                                |                                                |
| 26                                             | 16 november 2022                               | Verenigde Arabische Emiraten – Argentinië      | 0 – 5                                          | Vriendschappelijk                              |                                                |                                                |
| 27                                             | 26 november 2022                               | Argentinië – Mexico                            | 2 – 0                                          | WK 2022                                        |                                                |                                                |
| 28                                             | 15 juni 2023                                   | Argentinië – Australië                         | 2 – 0                                          | Vriendschappelijk                              |                                                |                                                |
| 29                                             | 19 juni 2023                                   | Indonesië – Argentinië                         | 0 – 2                                          | Vriendschappelijk                              |                                                |                                                |
| 30                                             | 29 juni 2024                                   | Argentinië – Peru                              | 2 – 0                                          | Copa América 2024                              |                                                |                                                |

Bijgewerkt op 25 december 2024.

## Erelijst
| Competitie                     |              |                  |              |              |
| Competitie                     | Aantal       | Jaren            |              |              |
| Club América                   | Club América | Club América     | Club América | Club América |
| ------------------------------ | ------------ | ---------------- | ------------ | ------------ |
| Liga MX                        | 1            | 2018/19 Apertura |              |              |
| Copa MX                        | 1            | 2018/19 Clausura |              |              |
| Campeón de Campeones           | 1            | 2018/19          |              |              |
| Real Betis                     |              |                  |              |              |
| Copa del Rey                   | 1            | 2021/22          |              |              |
| Argentinië                     |              |                  |              |              |
| Wereldkampioenschap            | 1            | 2022             |              |              |
| CONMEBOL Copa América          | 2            | 2021, 2024       |              |              |
| CONMEBOL–UEFA Cup of Champions | 1            | 2021             |              |              |